# Esphalmenus mucronatus
Esphalmenus mucronatus – gatunek skorka z rodziny Pygidicranidae i podrodziny Esphalmeninae.
Gatunek ten opisany został w 1959 roku przez Waltera Douglasa Hincksa na podstawie jednego samca.
Skorek o ciele długości 10 mm, ubarwionym czarniawo. Pierwszy człon czułków ma barwę czarniawą, natomiast pozostałe ich człony są nieznane. Odnóża mają czarne lub czarniawe uda oraz ciemnobrązowe golenie i stopy. Na pierwszym tergicie odwłoka punktowania prawie brak, na tergitach drugim i trzecim jest ono silne, a na tergitach od czwartego do dziewiątego silne i pomarszczone. Tylny brzeg przedostatniego sternitu odwłoka nie ma ząbka środkowego, u samca ma szczyt lekko wklęsły. Przysadki odwłokowe (szczypce) są czarniawe i mają 2 mm długości. Na szczypcach brak ząbków wewnętrznych jak i grzbietowych. Genitalia samca cechują paramery bez ząbków wewnętrznych, ale z dużymi wyrostkami zewnętrznymi.
Owad neotropikalny, endemiczny dla Boliwii, znany z wysokości 4790 m n.p.m.